# جبل الحفي
جبل الحفَيّ جبل يقع بوسط الجمهورية التونسية، شمال غربي مدينة بئر الحفي وجنوب غربي مدينة سيدي بوزيد. يبلغ ارتفاعه 682 م.